# György Ránki
Pour les articles homonymes, voir Ránki.
György Ránki est un compositeur hongrois, né le 30 novembre 1907 à Budapest et mort le 22 mai 1992 à Budapest.

## Biographie
Il étudie la composition avec Zoltán Kodály à l'Académie de musique Franz-Liszt, de 1926 à 1930. Il s'intéresse à la musique populaire traditionnelle et à l'Ethnomusicologie, étudiant avec László Lajtha au Musée d'ethnographie de Budapest, puis se spécialisant avec la musique traditionnelle asiatique à Londres et Paris (fréquentation du Musée de l’Homme). 
De 1947 à 1948, il dirige la programmation musicale de la radio nationale hongroise, avant de se consacrer à la composition.
Outre des éléments de musique populaire traditionnelle, Ránki introduit dans ses œuvres des éléments empruntés au jazz. Il est particulièrement doué pour représenter le grotesque et l'inhabituel, avec un sens de la couleur et de l'humour particulièrement notables.

## Œuvres
Parmi ses plus grands succès, on compte l'opéra pour enfants Pomádé király uj ruhája (Les Habits neufs de l'empereur, adapté d'un conte d'Hans Christian Andersen) qui illustre l'utilisation de la musique populaire traditionnelle hongroise. Écrite en 1953 puis révisée en 1972, cette œuvre figure toujours au répertoire de l’Opéra national de Budapest en 2014.
Les influences sud asiatiques sont particulièrement évidentes dans le Quintette pour vents Pentaerophonia qui imite les sonorités du gamelan. Il a aussi composé une Fantaisie 1514 pour piano et orchestre, d'après des xylographies de Gyula Derkovits. Enfin, il a composé pour le théâtre et le cinéma.